# Joods Kindermonument (Den Haag)

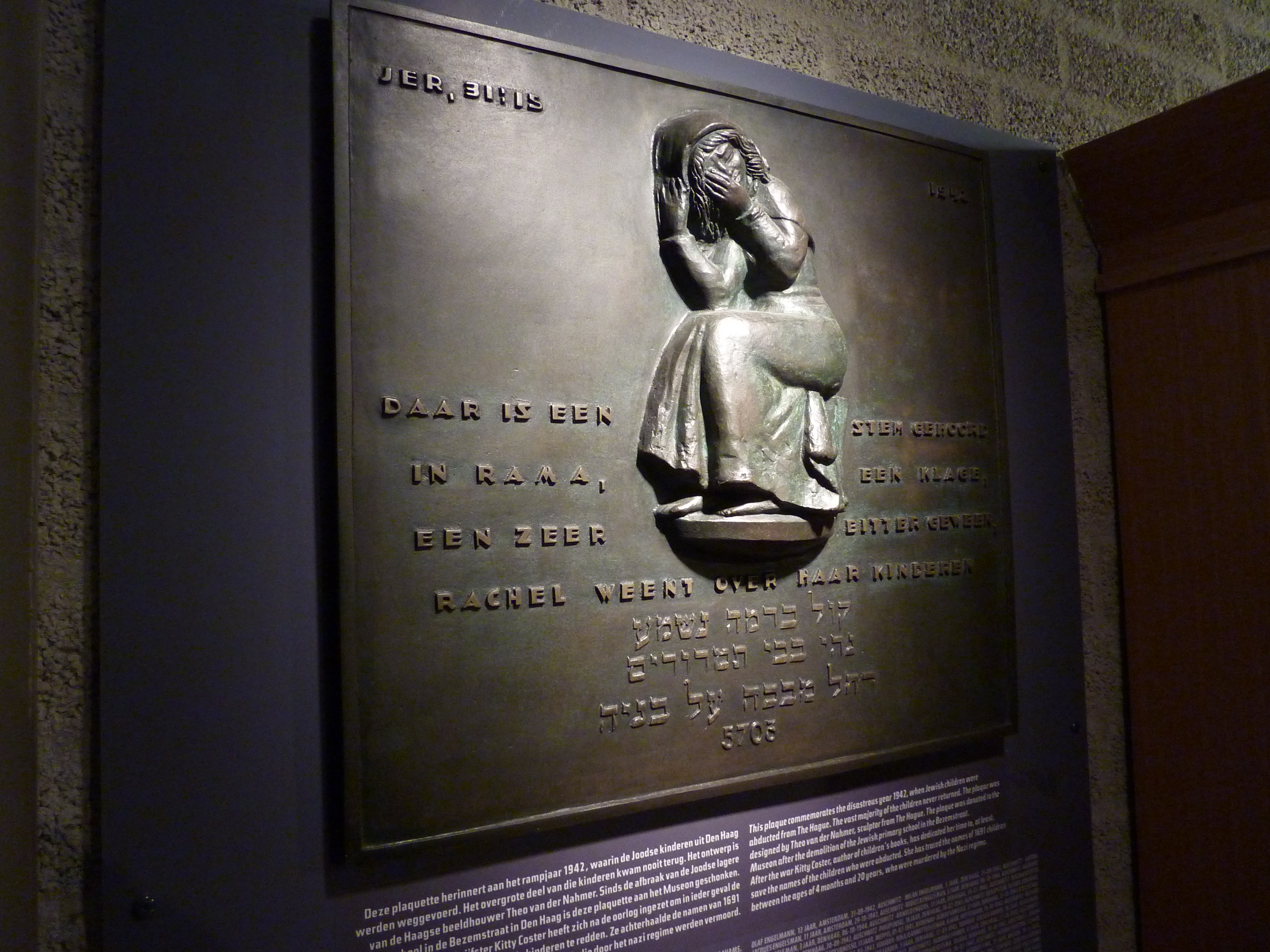
Rachel weent om haar kinderen
in het Museon

Het Joods Kindermonument in Den Haag is een monument op het Rabbijn Maarsenplein ter nagedachtenis aan de Haagse Joodse kinderen die in de Tweede Wereldoorlog zijn omgekomen.
Het Joods Kindermonument is onthuld op 20 november 2006, de Internationale Dag van de Rechten van het Kind. Op het plein bevindt zich ook een replica van de bronzen plaquette die zich sinds 1952 in het Museon bevindt.

## Lagere school in de Bezemstraat
In de Bezemstraat (nu het Rabbijn Maarsenplein) midden in de oude Joodse Buurt in Den Haag kwam in 1928 een nieuwe lagere school met veel Joodse leerlingen. Op deze school werden niet alleen gewone lessen gegeven, maar onder schooltijd ook Joods godsdienstonderwijs. Op zaterdag (sjabbat) en op de Joodse feestdagen kregen de Joodse kinderen op deze school vrij.

## Tweede Wereldoorlog
Bij besluit van 25 augustus 1941 bepaalde de Duitse bezetter dat Joodse leerlingen met ingang van 1 september 1941 niet meer naar gewone scholen mochten gaan. Voor Den Haag betekende dit dat de gemeente voor hen afzonderlijke scholen moest oprichten. Jonge joodse kinderen mochten alleen nog maar naar de schoolgebouwen aan de Bezemstraat 1-3 in Den Haag of de Duinstraat 10 in Scheveningen. Vanaf 1 december 1942 moesten alle lagereschoolkinderen naar de Bezemstraat.
De oudere Joodse jongens en meisjes mochten alleen nog maar naar het Joods Lyceum in de Fischerstraat 135 in Den Haag. Deze school was enkel bestemd voor Joodse middelbare scholieren. Het lyceum omvatte een gymnasium, een HBS en een handelsschool. In december 1942 verhuisde ook deze school naar de Bezemstraat 1-3.
Sommige Joodse leraren, die van de Duitsers niet meer mochten werken op hun oude scholen, gingen hier onderwijs geven. Ook Joodse professoren die bij de universiteit waren ontslagen, gingen op het Joods Lyceum lesgeven.
De Joodse kinderen zagen elke week hun klas kleiner worden, omdat er steeds weer kinderen onderdoken of thuis werden opgehaald en via kamp Westerbork in Drenthe naar vernietigingskampen zoals Sobibór en Auschwitz in Polen afgevoerd werden. In totaal hebben ongeveer 2000 Joodse kinderen uit Den Haag de kampen niet overleefd.
Op 23 april 1943 bepaalde de Duitse bezetter dat er geen Joden meer in Den Haag mochten wonen. Hierna hielden de Joodse scholen in de Bezemstraat op te bestaan.

## Monumenten op het Rabbijn Maarssenplein
Ter nagedachtenis aan de omgekomen Joodse kinderen in Den Haag is het Joods Kindermonument opgericht op de speelplaats van de voormalige Joodse lagere school aan de Bezemstraat.
Ook bevinden zich hier een replica van de plaquette die vroeger bevestigd was in de muloschool aan de Laan 5 en nadien in het schoolgebouw aan de Bezemstraat, en het Joods monument (Den Haag).
In 2006 is de naam Bezemstraat gewijzigd in Rabbijn Maarsenplein, ter nagedachtenis aan rabbijn Isaac Maarsen, de Joodse opperrabbijn van Den Haag in de Tweede Wereldoorlog.

### Kindermonument
Het Joods Kindermonument is tegelijkertijd monument en een speeltoestel voor kinderen.
Het monument heeft de vorm van zes trappen of ladders, die ook op opgestapelde stoelen lijken. Het moeten stoelen voorstellen, die niet meer worden gebruikt, omdat de Joodse kinderen er niet meer zijn. Alle stoelen hebben een andere hoogte.
Het idee van de ontwerpers is, dat je via de stoelentrap of -ladder omhoog klimt richting de hemel, waar de Joodse kinderen nu zijn. Op de stoelen zijn voornamen geschreven van 400 omgekomen kinderen met daarachter hun leeftijden.
In het boek Jong geleerd. Drie eeuwen joodse jeugd in Den Haag van I.B. van Creveld staat een lange lijst met namen van omgekomen Joodse kinderen in Den Haag. Uit deze lijst zijn 400 voornamen geselecteerd, die vervolgens zijn gegraveerd in de stoeltjes die het monument vormen. Achter de 400 namen zijn ook de leeftijden gegraveerd.
Deze 400 namen staan symbool voor alle omgekomen Joodse kinderen in Den Haag. De gehele namenlijst staat op de website over het Joods kindermonument.
Rondom het Joods Kindermonument is een metalen ring aangebracht, hierin is een tekst in het Nederlands en Hebreeuws gegraveerd. De Nederlandse tekst luidt: ‘Verdwenen is de Joodse buurt. Verdwenen zijn de kinderen. Weggevoerd en vermoord in de Tweede Wereldoorlog. Omdat ze Joods waren. Ongeveer 1700 Haags-Joodse kinderen keerden niet meer terug. Velen van hen speelden hier. Gingen hier naar school. Laten we ze niet vergeten en zorgen dat zoiets nooit meer gebeurt’.
Het Joods Kindermonument is ontworpen door de in Den Haag wonende beeldende kunstenaars Sara Benhamou en Eric de Vries.

### Plaquette
In de permanente tentoonstelling Kind in Oorlog in het Museon bevindt zich de bronzen plaquette 'Rachel weent over haar kinderen', die oorspronkelijk in de muloschool aan de Laan 5 in Den Haag hing en nadien in het schoolgebouw in de Bezemstraat in Den Haag.
De totstandkoming van deze plaquette geschiedde kort na de beëindiging van de Tweede Wereldoorlog op initiatief van leerlingen en oud-leerlingen van de muloschool aan de Laan. Ter nagedachtenis aan de meer dan honderd Joodse Haagse leerlingen en oud-leerlingen van hun school die tijdens de Tweede Wereldoorlog zijn vermoord, hebben zij deze plaquette in 1948 in hun school laten aanbrengen. 
In 1952 is de school aan de Laan 5 gesloopt. De gedenkplaat en de MULO verhuisden naar het schoolgebouw (de voormalige Joodse school in de Tweede Wereldoorlog) in de Bezemstraat in Den Haag. Na afbraak van deze school is de plaquette aan het Museon geschonken. Aan het Rabbijn Maarsenplein bevindt zich thans een replica van deze plaquette.
Boven in de plaquette staat het jaartal 5703-1942, dit is het jaartal waarin in Den Haag de deportaties van Joodse kinderen zijn begonnen.
Onder het jaartal staan een huilende moeder afgebeeld en een tekst uit Jeremia 31:15 in het Nederlands en het Hebreeuws. De tekst luidt in het Nederlands: 'Daar is een stem gehoord in Rama. Een klage, een zeer bitter geween, Rachel weent om haar kinderen'.
Het ontwerp van deze bronzen plaquette is van de beeldhouwer Theo van der Nahmer.
Oorspronkelijk stonden onder de plaquette in het Museon de namen van 1691 Joodse kinderen uit Den Haag die in de Tweede Wereldoorlog zijn omgekomen.
In 2012 is nieuw onderzoek gedaan naar de namen van de weggevoerde kinderen uit Den Haag en moest de lijst van de al bekende 1691 namen worden aangevuld tot 2061. De plaquette ‘Rachel weent’ heeft in april 2013 in de zaal Kind in Oorlog in het Museon een nieuwe plaats gekregen. Op de gedenkstenen bij dit Kindermonument staan nu ook alle 2061 namen vermeld.

## Herdenking bij het Joods Kindermonument
Op donderdagmiddag 19 april 2012 (Jom Hasjoa, letterlijk Dag van de Vernietiging) vond bij het het Joods Kindermonument op het Rabbijn Maarsenplein in Den Haag een grote herdenking plaats. De bijeenkomst was een initiatief van het Museon en werd georganiseerd in samenwerking met het Haags Gemeentearchief, het Haags Historisch Museum, de Ambassade van Israël en de commissie Jom Hasjoa van de Haagse Gemeenschap van Kerken.
Meer dan 200 kinderen uit groep 8 van negen Haagse basisscholen lazen op deze middag de namen van 2043 Joodse, Roma en Sinti kinderen uit Den Haag, die tijdens de Tweede Wereldoorlog door vervolging om het leven zijn gekomen. Het lezen van de namen begon kort na twaalf uur en ging daarna zonder onderbreking door. De laatste naam werd ruim drie uur later uitgesproken.